# 굿모닝 코리아
굿모닝 코리아는 KFM 경기방송에서 2006년 11월 6일부터 2020년 3월 29일까지 방송했던 아침정보 라디오 프로그램이다.

## 역대 방송시간
| 방송 채널    | 방송 기간                         | 방송 시간                  |
| ------------ | --------------------------------- | -------------------------- |
| KFM 경기방송 | 2006년 11월 6일 ~ 2013년 11월 3일 | 매일 아침 6:00 ~ 아침 8:00 |
| KFM 경기방송 | 2019년 1월 7일 ~ 2020년 3월 29일  | 매일 아침 6:00 ~ 아침 8:00 |
| KFM 경기방송 | 2013년 11월 4일 ~ 2015년 3월 13일 | 평일 아침 6:00 ~ 아침 8:00 |
| KFM 경기방송 | 2017년 12월 4일 ~ 2019년 1월 4일  | 평일 아침 6:00 ~ 아침 8:00 |
| KFM 경기방송 | 2015년 3월 16일 ~ 2017년 12월 1일 | 평일 아침 6:00 ~ 아침 7:00 |

## 역대 DJ
- 박철(배우)
- 조현민(개그맨), 남정미(개그우먼)
- 장미화(개그우먼)
- 소영선(경기방송 PD)
- 평일 : 주혜경(경기방송 편성제작부 아나운서)
- 주말 : 신채이(MBC 라디오 리포터)